# 航空氣象資料
航空氣象資料（直译：飛行氣象預報），簡稱VOLMET，是項全球性廣播，利用無線電短波或甚高頻頻率發送機場天氣預報（TAF）、向航機發出的危險天氣警告及機場天氣報告。航空氣象資料會由自動聲音系統，以上邊帶模式傳送。
機師可透過航空氣象資料避開雷暴及對流，及決定飛機升降及著陸的程序。
航空氣象資料将世界分为特定区域及獨立VOLMET站，在每个区域播报天气报告。為避免互相干扰，航空氣象資料發射站會協調航空氣象資料發射時間，有五分钟的时间间隔，每小時順序播放。

## 外部連結
- VOLMET station frequencies （页面存档备份，存于）
- 姚金华
- 台北飛航情報區提供「語音及資料鏈航空氣象資料」服務[永久]